# 松代群発地震

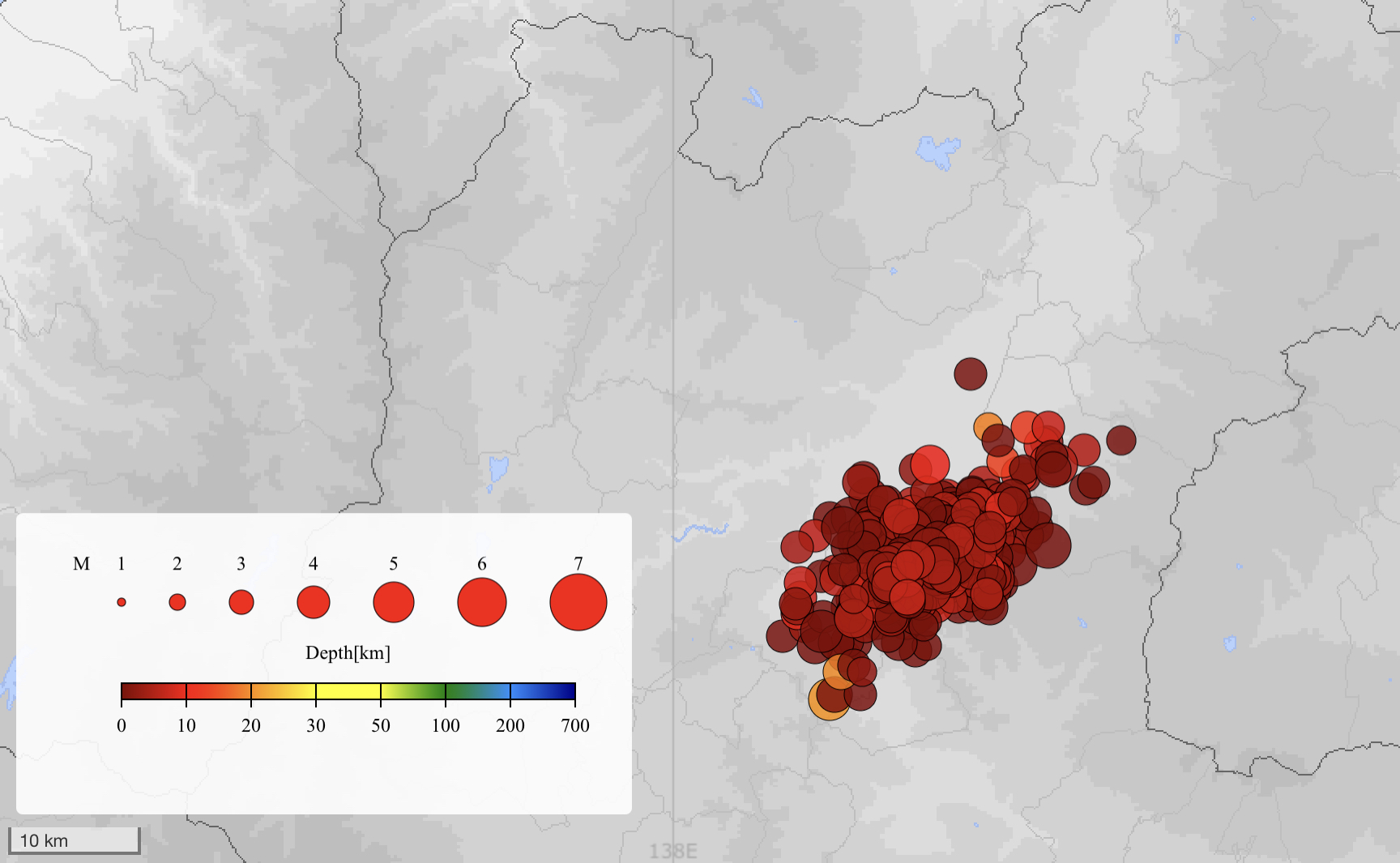
地震の震源の分布図

松代群発地震（まつしろぐんぱつじしん）は、長野県埴科郡松代町（現長野市）付近で1965年（昭和40年）8月3日から約5年半もの間続いた、世界的にも稀な長期間にわたる群発地震である。松代地震とも呼ばれている。

## 地震像

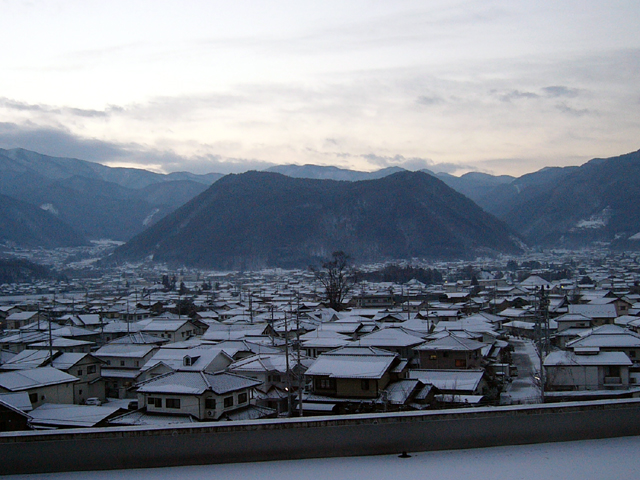
皆神山

震源地は皆神山付近。総地震数は71万1,341回。このうち、有感地震は6万2,826回（震度5…9回、震度4…48回、震度3…413回、震度2…4,596回、震度1…5万6,253回）を数えた。深さ7キロメートルより浅い（地震情報では「震源の深さはごく浅く」と表現される）地震が殆どで群発地震全てのエネルギーは、M6.4に相当する。地殻変動が最大であった場所では、この地震活動の前後で約1メートル隆起し、隆起域の直径は約10キロメートルに及んだ。また、付近には「松代地震断層」が発見された。なお、微小地震の検知能力が十分にあったにもかかわらず、グーテンベルグ・リヒター則により期待される回数の微小地震は発生しなかった。

### 原因
地震の原因としては諸説あり、いくつかを列記する。
- 地下水の湧出量が多い（107立方メートル）ことから、水噴火説がある。この水噴火説は、『地下深部の高圧な地下水が，割れ目に沿って上昇・拡散する過程で岩石の 破壊強度を低下させて地震を引き起こす』というものである。また、この水は上部地殻中に存在していたものだけでなく、上部マントル付近を由来とする水であることが、後年のヘリウム同位体比[2][3]の分析技術の進歩により明らかとなった。
- 地下の溶岩の上昇が関わっており、溶岩の上昇に伴い熱せられた岩が膨張し発生したものと考えられ、観測結果から3箇所のマグマ溜まりの存在が示唆される[4]。
- マグマが貫入したとの説もあるが、地磁気の観測データからは否定的な結論が導き出されている[5]。

### 地質的背景
震源域となった松代はフォッサマグナの中央部にあり、中央隆起帯の北西縁付近に位置し糸魚川静岡構造線に近い。中新世後期以降沈降している長野盆地および水内丘陵とは異なった地質区を形成し、相対的に隆起している地域である。数年後に行われた人工地震調査により、水内丘陵と中央隆起帯の境界と考えられる構造が地下に発見されたが、群発地震は境界を越えた水内丘陵内部では発生していなかった。
1967年（昭和42年）には付近の重力分布調査が行われ、皆神山付近には低重力域があり、地下には縦800メートル、横1,500メートル、高さ200メートルのマグマ溜まりが起源と考えられる空洞の存在が推定される。ボーリング調査により、皆神山溶岩は150メートル程度の厚さがあることが確認されており、その下に湖水堆積物が見つかっている。

## 地震活動
この群発地震は、震源域の広がりによって5つの活動期に分けることができる。当初、中央隆起帯西縁に沿って発生していた地震は、南西 - 北東方向に震源を拡大させながら全体の活動は低下していった。

### 第1活動期
1965年（昭和40年）8月 - 1966年（昭和41年）2月

1966年2月7日早朝に起きた最大震度5を観測した地震を報じる、同日付の毎日新聞夕刊

震源は皆神山を中心とした半径5キロメートルの範囲内。1965年（昭和40年）8月3日午後0時19分、気象庁地震観測所の高感度地震計は、震度0のごく微小な地震動を観測した。8月7日には、最初の有感地震が発生。8月17日には、有感、無感合わせて283回もの地震を観測した。10月1日午後5時27分には、震度3の地震が初めて発生した。10月9日、気象庁は初の「地震予報」を出した。11月22日から23日にかけて、震度4が2回発生。無感地震を含めると1日2,000回を突破するようになる。

### 第2活動期
1966年（昭和41年）3月 - 7月
震源域は北東、南西方向に広がる。1966年（昭和41年）1月23日午後8時15分、最初の震度5を記録。1月27日には、地震総回数が10万回を超えた。この地震を主とする一連の地震で家屋の一部損壊17戸、墓石倒壊31件などの被害が出た。4月5日には最大規模となるM5.4（震度5）の地震が発生した。また、4月17日には無感地震が6780回、有感地震585回（約2分に1回）観測され、そのうち震度5が3回、震度4が3回であった。家屋破損に伴う負傷者も出た。

### 第3活動期
1966年（昭和41年）8月 - 12月
活動の最盛期で震源域はさらに拡大。当初の皆神山付近から、須坂市、川中島（長野市）、更埴市（現、千曲市）、真田町（現、上田市）あたりまで地震が発生するようになる。8月24日には、地震総回数が50万回を超えた。皆神山付近の地割れ群からは湧水が始まる。この時期の総湧水量は約1,000万立方メートルと推定される。このため、9月17日には皆神山の南にある牧内地区で地滑りが発生し、家屋11戸が倒壊した。なお、東京大学地震研究所の研究者らにより、地滑りが予測されていたため、住人や家畜は既に避難しており、無事であった。

### 第4活動期
1967年（昭和42年）1月 - 5月
震源域はさらに北東（高山村や須坂市）、南西方向（坂井村）に伸び、皆神山を中心とする中央部の活動は減少した。地震数は激減し、1年間で2,351回であった。

### 第5活動期
1967年（昭和42年）6月 - 1970年（昭和45年）6月
活動は急速に衰える。1年間で観測された地震数は、1968年は745回、1969年は388回、1970年は201回であった。1969年5月31日には、地震総回数が70万回を超えた。1970年6月5日に長野県が群発地震の終息を宣言した。しかし、21世紀に入っても1日1回以上無感地震が発生している。

## 主な地震の一覧
多数の地震の中で、最大震度5は次の通り。
| 発生年 | 発生日   | 発生時刻 | 震央       | 震源の深さ | 規模 | 最大震度 | 備考           |
| ------ | -------- | -------- | ---------- | ---------- | ---- | -------- | -------------- |
| 1966年 | 1月23日  | 20時15分 | 長野県北部 | 3 km       | M5.1 | 震度5    |                |
| 1966年 | 2月7日   | 4時5分   | 長野県北部 | 0 km       | M4.9 | 震度5    |                |
| 1966年 | 4月5日   | 17時51分 | 長野県北部 | 0 km       | M5.4 | 震度5    | 最大規模の地震 |
| 1966年 | 4月11日  | 6時6分   | 長野県北部 | 2 km       | M4.7 | 震度5    |                |
| 1966年 | 4月17日  | 10時21分 | 長野県北部 | 10 km      | M4.7 | 震度5    |                |
| 1966年 | 4月17日  | 15時46分 | 長野県北部 | 0 km       | M4.7 | 震度5    |                |
| 1966年 | 4月17日  | 20時28分 | 長野県北部 | 2 km       | M4.7 | 震度5    |                |
| 1966年 | 5月28日  | 14時21分 | 長野県北部 | 0 km       | M5.3 | 震度5    |                |
| 1966年 | 8月3日   | 3時48分  | 長野県北部 | 0 km       | M5.3 | 震度5    |                |
| 1967年 | 10月14日 | 4時48分  | 長野県北部 | 10 km      | M5.3 | 震度5    |                |

## 他の地震との関連性
1930年6月1日の茨城県北部地震(M6.5)、1943年8月12日の田島地震(M6.2)、1949年12月26日の今市地震(M6.2, M6.4)がきっかけになったとの研究があるほか、1964年男鹿半島沖地震 M6.9、新潟地震 M7.5との関連性を指摘する研究がある。別の研究では、松代群発地震に先立って日本海東縁変動帯で発生していた青森県西方沖地震(1964年5月, M6.9)と新潟地震(1964年6月, M7.5)の影響を受けて応力が高まり影響を受けたとする研究がある。

## 原因
発生当時はメカニズムは不明であり、上述のような様々な説が出されていた。その後の観測体制の整備と研究により、現在では「水噴火」モデルが定説となっている。「水噴火」の語は群発地震当時、東大地震研究所に在籍しており実際に現地での調査にあたった中村一明によって名付けられた。
この「水噴火」モデルは、深さ数～数十kmの帯水層に存在する高圧の地下水が、上部の岩盤に浸入・破砕することで地震を引き起こすというものである。さらに破砕が進むことでこの地下水が地表に湧出し、液状化や大量の湧水を引き起こした。そして水圧による岩盤の破壊が長期間・連鎖的に起こったことで長期にわたる群発地震が生じた。これらのモデルは現地で観測された被害とも照合するものであった。前出の中村の調査によれば、湧出した地下水はこの地域の浅層地下水や温泉成分とは異なり塩化カルシウムなどを多く含んでいた。

## 影響

### 被害
被害は、道路の地割れや住宅損壊、液状化、地下水の湧水などを中心として、総被害は、負傷者15、家屋全壊10戸、半壊4戸、地滑り64件に及んだ。住民の中にはノイローゼを訴える者も現れた。また、上述の塩化カルシウムを多く含んだ地下水の湧出により田畑に塩害を生じた。

### 地震予知
震源域内で各種の観測と研究が行われた結果、日本の地震予知研究は大きく進歩した。また、北信地域地殻活動情報連絡会がモデルとなり、1968年（昭和43年）4月、国土地理院に事務局を置く地震予知連絡会が発足する。
1967年2月8日、松代町の地震観測所内に松代地震センターが設置された。